# Postgeschichte und Briefmarken von China
Kurzüberblick der Geschichte der Post in China:  Eine Regierungspost ist in China schon unter dem Herrscherhaus Zhou (1122–225 vor Christus) nachweisbar. Diese Post erstreckte sich, durch Boten zu Fuß oder zu Pferd, über das ganze Reich. Das Wort „Jü“ (Post) erscheint zum ersten Mal bei Konfuzius (551–479 v. Chr.). Über das Postwesen unter dem Herrscherhaus Han (206 v. Chr.–23 n. Chr.) finden sich nähere Angaben bei den chinesischen Schriftstellern des 2. Jahrhunderts.
Aus der amtlichen Urkundensammlung Pai Kuan Tschih geht hervor, dass unter den Tang Kaisern (618–905) der Tschia Pou Lang Tschung (Generalpostmeister) die Posthaltereien beaufsichtigte, die sich im Abstand von 30 Li (15 km) über das Reich verteilten. Dem Túng Kao (Lebensgeschichtliche und allgemeine Aufzeichnungen) zufolge war bereits eine Art Postanweisung in Gebrauch, die als Vorläufer des in China gebräuchlichen Wechselverfahrens gilt.
Bis zur Regierung des Ming-Kaisers, bis 1402, gab es nur die dem Kaiser und der Regierung dienende Post. Nichtamtliche Briefe durften nicht befördert werden. In dieser Zeit begleiteten die Großwürdenträgen die Lao Fu Zu, Berater die auch den Schriftwechsel zu besorgen hatten. Ihnen sind die Min-Tschü, die nichtamtlichen Postanstalten, zu verdanken. Da die meisten der Berater aus der Provinz Zhejiang, einer Küstenprovinz des mittleren China, mit den Hauptorten: Hangzhou, Ningbo und Wenzhou, stammten, fasste diese Gesellschaft hier zuerst Fuß. In Ningbo war dann auch die Zentrale des neuen, nichtamtlichen Postwesens im Reiche. Die Postanstalten boten volle Sicherheit, unterstanden aber keiner staatlichen Aufsicht. Sie befassten sich mit der Beförderung von Zahlungsanweisungen, Silberbarren, Briefen und Paketen. In enger Zusammenarbeit mit den Banken nutzten sie Handelsschiffe, Dschunken, Boten usw. Ihr Nachteil bestand in der ausschließlichen Betreuung von ertragsreichen Strecken während die unergiebigen Nebenstrecken vernachlässigt wurden. Dennoch leistete diese Posteinrichtung lange Zeit gute Dienste. In dieser Zeit bestanden die amtliche J-Tschan-Post und die nichtamtlichen Min-Tschü-Post nebeneinander.
Gegen Ende des 17. Jahrhunderts bildete sich in Kanton eine englische Kolonie. Nach 150 Jahren siedelte diese Kolonie nach Hongkong über wo das erste Postamt als Zweigpostamt des Londoner Hauptpostamts eröffnet wurde. Weitere Zweigstellen der britischen Post folgten in anderen Hafenstädten. Die Schiffsgesellschaften gestatteten die unentgeltliche Zustellung der Briefe in den Zwischenhäfen bzw. Abholung auf der Agentur der Schiffsgesellschaft.

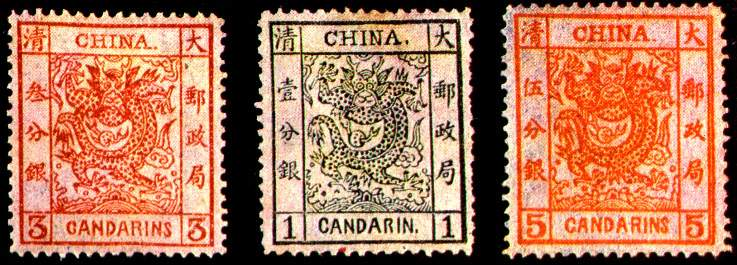
Die ersten chinesischen Briefmarken, herausgegeben 1878 vom Seezollamt

Die Einrichtung ausländischer Postanstalten veranlasste die chinesische Regierung, eine der Allgemeinheit dienende Staatspost einzurichten. Sie beauftragte damit die Zollverwaltung. Der Vertrag von Tianjin (1858) sah die Beförderung des Gesandtschaftspost vor. Nachdem der Abfertigungsdienst, die Zustellung und die Beförderung an die Kaiserliche Seezolldirektion übergegangen waren, wurden in Shanghai und Zhenjiang (Tschingkiang), einer für den europäischen Handel geöffneten Hafenstadt in der Provinz Jiangsu (Kiangsu), an der Mündung des Jangtse, später in Niuchang, Tianjin (Tientsin) und Yantai (Tschifu) sowie bei der Generalzollinspektion chinesische Postanstalten eingerichtet.
1878 gab die Zollverwaltung die ersten Postwertzeichen heraus. Im gleichen Jahr wurde China eingeladen, dem Weltpostverein beizutreten. Die chinesischen Postanstalten wurden als zum Weltpostverein gehörig betrachtet. Die deutschen, französischen und britischen Postanstalten in China gehörten dem Weltpostverein an.
1893 beschloss die Regierung, die Mandarine in den Provinzen um ihre Meinung betreffend der Einrichtung einer Landespost zu befragen. Am 20. März 1896 erschien ein kaiserlicher Erlass, der die Einrichtung der kaiserlichen Post unter der Leitung des zum Generalinspektor der Zölle und Posten ernannten Sir Robert Hart nach europäischem Muster in ganz China genehmigte.

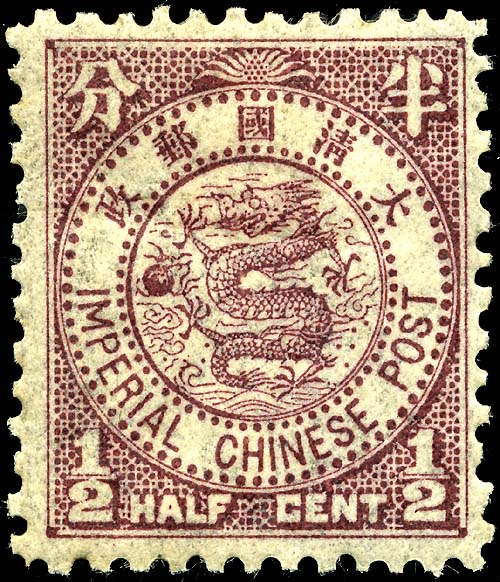
Briefmarke der kaiserlichen Post von 1897 nach Beitritt zum Weltpostverein

Die chinesische Post unterrichtete 1896 den schweizerischen Bundesrat von der bevorstehenden Einrichtung einer kaiserlichen Post und kündigte den Beitritt zum Weltpostverein an. Unter Nutzung der fremden Postanstalten schaltete sich China immer mehr in den internationalen Postverkehr ein. Mit Frankreich (1900), Japan (1903), und mit Indien und Hongkong (1904) wurden Postverträge abgeschlossen. Am 28. November 1911 wurde die Post der Aufsicht dem Jü Tsch́uan Pu, dem Post- und Verkehrsministerium, unterstellt. Die Jü-Tschan-Verwaltung verzichtete 1912 zugunsten der Landesposten auf ihr Bestehen. Nun beförderte die Landespost auch die amtlichen Schreiben. Auf Beschluss des Washingtoner Post-Kongresses wurden 1922 alle fremden Postanstalten in China geschlossen.
Die chinesische Verfassung von 1923 unterstellte das Post- und Telegraphenwesen dem Verkehrsministerium. Es gab eine Generalpostdirektion mit beigeordneten Generalpostinspektoraten. Mitte der dreißiger Jahre wurden alle nichtstaatlichen Posten (Min-hsin-chü) aufgehoben und die Post ausschließlich unter staatlicher Regie geführt.
Auch in den Wirren der chinesischen Bürgerkriege blieb das Postwesen im Machtbereich Mao Zedongs staatlich, es galt seit Dezember 1950 der Weltpostvertrag und die Nebenabkommen. Die Regierung des Chiang Kai-shek setzte in ihrem Machtbereich (Taiwan) die Tätigkeit der Post aus der Zeit vor den Wirren fort.